# Perry Miller
Perry Miller (25. února 1905 – 9. prosince 1963) byl americký historik. Byl zakladatelem oboru amerických studií. Ve své nejslavnější práci The New England Mind: The Seventeenth Century z roku 1939 zcela novým způsobem popsal svět amerických puritánů 17. století, jejich psychologii, víru, zvyky, sexuální zákazy, prohibiční nařízení apod., načež toto poznání provázal s pohledem na moderní americkou politiku a kulturu. K pochopení jevů minulosti využíval nejen historické metody, ale i studium literatury či teologie - v tom byl jeho přístup nový, multidisciplinární, a dal proto vzniknout novému oboru.